# Окіурі
Окіурі (рум. Ochiuri) — село у повіті Димбовіца в Румунії. Входить до складу комуни Гура-Окніцей.
Село розташоване на відстані 72 км на північний захід від Бухареста, 8 км на північний схід від Тирговіште, 77 км на південь від Брашова.

## Населення
За даними перепису населення 2002 року у селі проживали 729 осіб. Усі жителі села рідною мовою назвали румунську.
Національний склад населення села:
| Національність | Кількість осіб | Відсоток |
| -------------- | -------------- | -------- |
| румуни         | 716            | 98,2%    |
| цигани         | 10             | 1,4%     |